# Церква Калева
Церква Калева (фін. Kalevan kirkko) — лютеранська церква в місті Тампере, Фінляндія.
Побудована за проектом архітектора Рейма Пієтіля в 1964-1966 роках у стилі модерн. Вмістимість церкви - 1120 осіб.